# 2004 KZ18
2004 KZ18, também escrito como 2004 KZ18, é um corpo menor que está localizado no disco disperso, uma região do Sistema Solar. Este corpo celeste está em uma ressonância orbital de 2:5 com o planeta Netuno. Ele possui uma magnitude absoluta de 8,5 e tem um diâmetro estimado com cerca de 88 km.

## Descoberta
2004 KZ18 foi descoberto no dia 24 de maio de 2004 pelos astrônomos P. A. Wiegert e A. Papadimos.

## Órbita
A órbita de 2004 KZ18 tem uma excentricidade de 0,385 e possui um semieixo maior de 55,674 UA. O seu periélio leva o mesmo a uma distância de 34,244 UA em relação ao Sol e seu afélio a 77,105 UA.